# Jack Vance
John Holbrook Vance (San Francisco, 28 de agosto de 1916 — Oakland, 26 de maio de 2013) foi um escritor de ficção científica e fantasia estadunidense, embora o próprio Vance tenha por diversas vezes se manifestado contra esses rótulos.[carece de fontes?] A maior parte do seu trabalho foi publicado sob o nome Jack Vance. Vance publicou onze histórias de mistério como John Holbrook Vance e 3 como Ellery Queen. Utilizou ainda outros pseudônimos, tais como Alan Wade, Peter Held, John van See, Jay Kavanse.
Entre suas premiações estão o Hugo Award (1963, por The Dragon Masters e em 1967 por The Last Castle); um Nebula Award em 1966, também por The Last Castle; o Jupiter Award em 1975; o World Fantasy Award em 1984 pelo conjunto da obra e em 1990 por Lyonesse: Madouc; um Edgar Award (o equivalente do Nebula para histórias de mistério) pelo melhor romance de mistério de 1961 por The Man in the Cage. Em 1992 ele foi Convidado de Honra da WorldCon em Orlando, Flórida; e em 1996 foi nomeado Grande Mestre da SFWA. 
No geral, é tido em alta estima por críticos e colegas de profissão, alguns dos quais sugeriram que ele transcende rótulos de gênero e deveria ser considerado como um escritor importante pelos padrões da literatura convencional. Poul Anderson, por exemplo, certa vez chamou-o de "o maior escritor estadunidense vivo" na ficção científica (e não da ficção científica). Isaac Asimov o descreveu como "o escritor dos escritores".

## Algumas obras traduzidas em português
- A agonia da terra (Dying Earth)
- A máquina assassina (The Killing Machine)
- As linguagens de Pao (The Languages of Pao, 1958)
- Detective galáctico (Galactic Effectuator)
- Planeta duplo (Maske: Thaery)
- Marune: Alastor 933
- O palácio do amor (The Palace of Love)
- O homem sem rosto (The Anome ou The Faceless Man)
- O planeta dos dragões (The Dragon Masters)
- Star King: A saga dos Príncipes-Demônios
- Ópera interplanetária (Space Opera)